# Бжозовский, Кароль

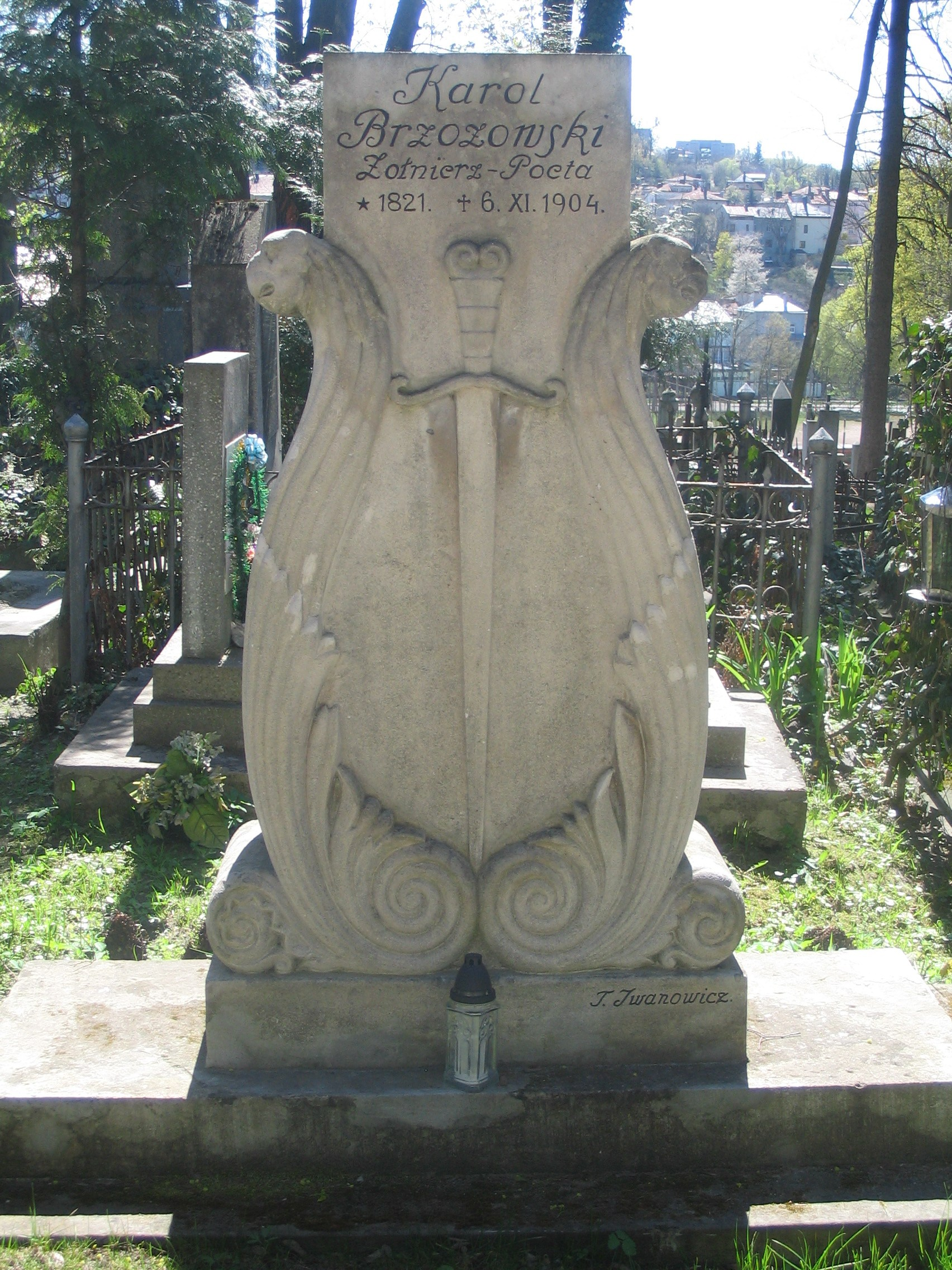
Надгробный камень на могиле Бжозовского на Лычаковском кладбище во Львове

Кароль Бжозовский (Karol Brzozowski) (28 сентября или 29 ноября 1821 года, Варшава — 5 ноября 1904 года, Львов) — польский инженер, поэт, участник восстания 1863 года, ботаник, геолог, географ, этнограф.

## Биография
Родился в Варшаве, в 1821 году. Он учился в циярском монастыре во Влоцлавеке, а затем в Сейнах. Каникулы Кароль проводил в лесах над Неманом, где его отец, бывший офицер наполеоновской армии и участник восстания 1830 г. в Польше, работал лесничим. Здесь родилась в нем огромная любовь к лесу, увлечение охотой. Здесь же он научился метко стрелять.
Бжозовский окончил варшавский Институт сельского и лесного хозяйства. В 1848 году, во время "Весны народов", он принимал участие в Велико-польском восстании, проявил героизм и мужество в боях в Тшемешне, под Милославом и Вжесне, где командовал отрядом стрелков. После поражения восстания он вынужден был эмигрировать из Польши. Некоторое время он находился в Дрездене и Париже, а затем Польское демократическое общество послало его в Стамбул, где он должен был подготовить почву для создания при турецкой армии польского легиона. Бжозовский вместе со своими друзьями часто бывал в те времена в гористой и поросшей лесами Анатолии, где добывал себе пропитание охотой и рыбной ловлей. Тогда-то и назвали его турки Кара Авджи.
В 1855 году один из руководителей демократически настроенных поляков в Стамбуле, бывший участник восстания Францишек Сокульский, который по поручению турецких властей прокладывал первую в Турции телеграфную линию, пригласил на работу Бжозовского. В то время турецкая империя включала кроме Турции, которую мы знаем по сегодняшним картам, почти все Балканы, Сирию и Ирак. Поляки строили телеграф в европейской части, из Стамбула в Варну и Шумен в северо-восточной Болгарии. Власти, по достоинству оценившие проделанную работу и экономию в расходах, поручили полякам строительство и других телеграфных линий. Итак, можно сказать, что поляки закладывали фундамент турецкой телеграфной сети.
Бжозовский принимал в этом деле очень активное участие. Сначала он был помощником Сокульского, а потом самостоятельно руководил работами. Он прокладывал телеграфные линии в Северной Греции, Албании, Анатолии (или Малой Азии), Сирии. Намечая пути, по которым пойдут телеграфные столбы, он исходил почти всю огромную турецкую империю. В 1875 году Бжозовский написал, что, строя телеграф, он прошел расстояние, равное земному экватору. Бжозовский оставил красочное описание своих путешествий, веселых, а иногда и очень опасных приключений.
Во время путешествия по районам, для которых тогда еще не были составлены подробные карты, Бжозовский сделал много ценных наблюдений географического и геологического характера. Свои материалы он передал Французскому географическому обществу. Они послужили для внесения поправок в карты Турции.
Узнав в 1863 году о начале восстания в Польше, Бжозовский взялся за организацию отряда польских эмигрантов, который под руководством Зыгмунта Милковского (литературный псевдоним Теодор Томаш Еж) собрался двинуться в Польшу. Бжозовский в ходе этой подготовки руководил литьем пушечных ядер и изготовлением пороха, на что турецкие власти, благосклонно относившиеся к полякам, смотрели сквозь пальцы. Во время похода Бжозовский руководил ротой. Румынские власти, не желая навлечь на себя гнев могущественной России, не позволили отряду пройти через румынскую территорию. В вооруженном столкновении под Констангалией Бжозовский, командовавший левым флангом, активно содействовал победе над румынами. В бою Бжозовский получил тяжелые раны и был отправлен в госпиталь.
После выздоровления он возглавил турецкую правительственную лесную миссию на территории Болгарии. Здесь он проработал три года. Вдоль и поперек исходил Балканы, Родопы, подробно познакомился с местными условиями и состоянием лесов, составил карты этих мест и разработал план освоения лесов. План был одобрен турецкими властями, но никогда не был выполнен. Затем полтора года Бжозовский руководил лесной службой в Дунайской провинции. Он сблизился в то время с её губернатором Митхата-пашой, сторонником реформ.
Когда Митхата-пашу назначили губернатором Багдада, он взял с собой Бжозовского. В соответствии с пожеланиями паши Бжозовский основал в 1858 году опытное хозяйство в Сераджасе, на берегу Тигра. Он выращивал здесь плодовые деревья, построил оросительное устройства, познакомил местное население с европейскими методами возделывания земли. Бжозовский ездил в Польшу, где закупил плуги и бороны. Он привез оттуда несколько крестьян для того, чтобы они познакомили местных жителей с пахотой. Занимался Бжозовский строительством дорог и мостов, вопросами приобособления для судоходства реки Евфрат. Кроме того, по просьбе Митхата он проводил исследования и измерения в горах Курдистана, на персидской границе, и составил карту этих мест. Во время работ он совершил интересное археологическое открытие — обнаружил наскальный барельеф. Отчет об этих работах он опубликовал во Франции.
В 1872 году Бжозовский ушел с государственной службы и поселился на сирийском побережье Средиземного моря, где выполнял обязанности испанского вице-консула (в те времена эта должность носила скорее торговый, чем дипломатический характер, в связи с чем её часто поручали иностранцам). Время от времени он занимался инженерными работами, в частности, построил мост и линию конного трамвая в Триполисе, в Сирии.
Бжозовский, стремясь к тому, чтобы его дети, родившиеся на чужбине, учились в польской школе, вернулся в Польшу. В 1884 году он поселился во Львове. Некоторое время был директором приюта для сирот. В 1889 году состоялось торжественное чествование Бжозовского в связи с 65-летием его литературной деятельности.
Кароль Бжозовский скончался во Львове в 1904 году. Похоронен на Лычаковском кладбище.